# Macromitrium urceolatum
Macromitrium urceolatum är en bladmossart som beskrevs av Bridel 1826. Macromitrium urceolatum ingår i släktet Macromitrium och familjen Orthotrichaceae. Inga underarter finns listade i Catalogue of Life.